# Alcis cioccolatina
Alcis cioccolatina är en fjärilsart som beskrevs av Felix Bryk 1948. Alcis cioccolatina ingår i släktet Alcis och familjen mätare. Inga underarter finns listade i Catalogue of Life.